# 문춘단
문춘단(文春丹, 1963년 2월 28일~)은 대한민국의 정치인이다. 제6·7·8대 전라남도 강진군의원이다.

## 학력
- 광주여자대학교 일반대학원 상담임상심리학과 졸업

## 경력
- 전국사회적경제지방의원협의회 공동대표
- 전국여성의원네트워크 전남대표
- 여성친화도시 전문 컨설턴트
- 강진군 청소년상담자원봉사회원
- 더불어민주당 전국여서의원협의회 권역대표
- 제7대 강진군의회 후반기 의회운영위원장

## 역대 선거 결과
|  | 0% |

|  | 14.59% |

|  | 22.31% |